# Grupo de corredores
El Grupo de corredores es un grupo de pintores de vasos, cuyos nombres ya no se conocen hoy en día, que fueron importantes representantes del estilo Fikellura de la pintura en vasos de la Grecia Oriental en la segunda mitad del siglo VI a. C. en la época del estilo orientalizante.
El Grupo de corredores era el grupo más importante de artistas que trabajaban en el estilo Fikellura, junto con el Grupo de la zona de volutas, que se añadió más tarde. El representante más importante del grupo fue el Pintor del corredor, que fue reconocido como el artista individual más importante del estilo junto con el Pintor de Altenburg. El grupo decoraba sus vasos, principalmente ánforas de cuello, con figuras individuales, como sátiros, ménades, pigmeos, grullas, centauros y quizás ocasionalmente incluso con figuras mitológicas difíciles de interpretar.